# کراسیمیر گئورگیف
کراسیمیر گئورگیف (بلغاری: Красимир Георгиев؛ زادهٔ ۲۳ آوریل ۱۹۸۶) بازیکن فوتبال اهل بلغارستان است.
از باشگاه‌هایی که در آن بازی کرده است می‌توان به باشگاه فوتبال لیتکس لووچ اشاره کرد.